# Симфония № 9 (Шуберт)
Большая симфония до мажор (№ 9) — сочинение австрийского композитора Франца Шуберта; является одним из наиболее известных и исполняемых произведений композитора.

## История создания
Свою последнюю симфонию Шуберт написал в 1825 году; окончательную её редакцию сам автор датировал мартом 1828 года. По форме более традиционная, нежели «Неоконченная», до-мажорная симфония заложила традицию эпического симфонизма, продолженную Антоном Брукнером.

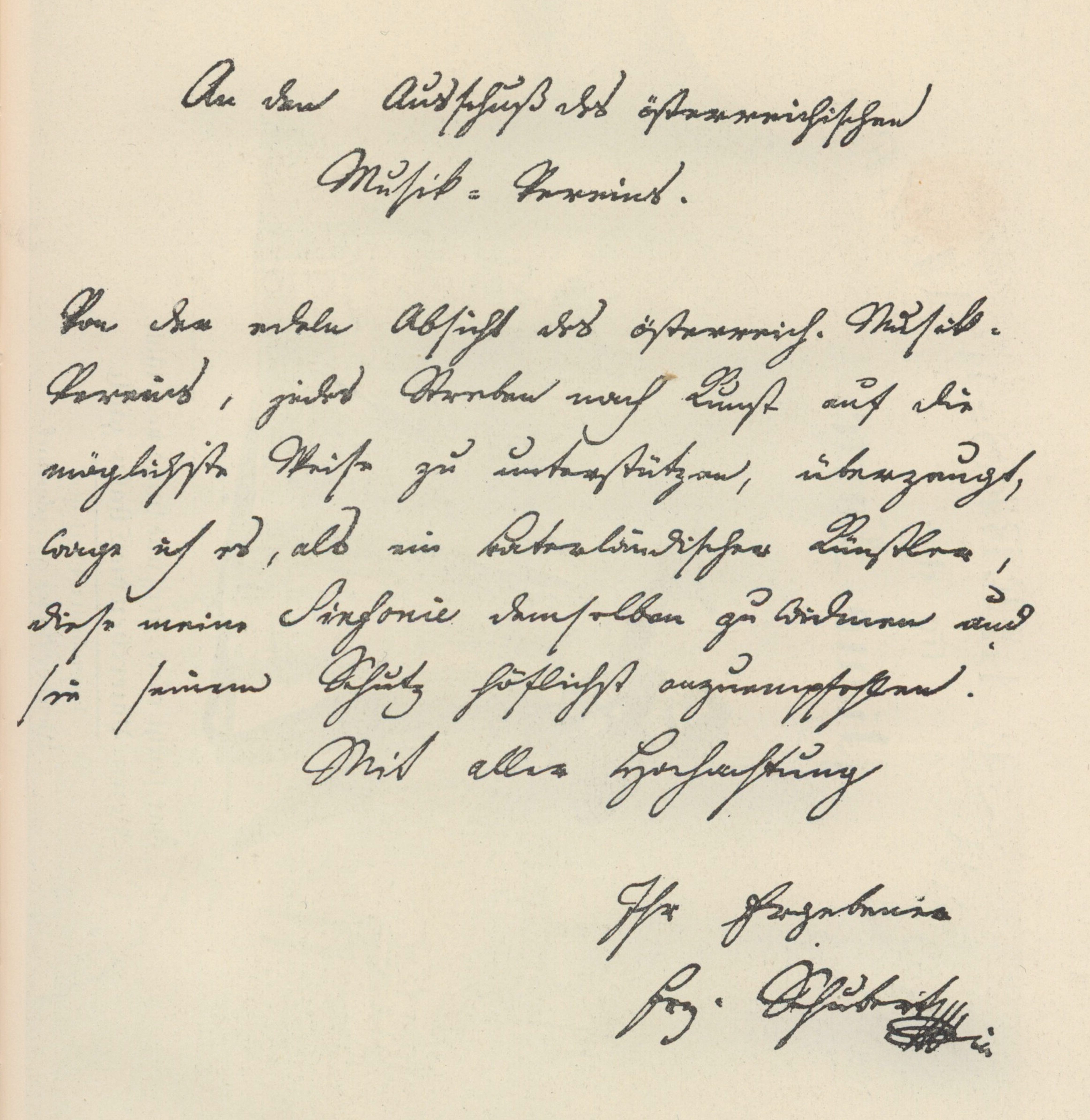
Письмо Шуберта касательно 9-й симфонии до мажор, D. 944

При жизни автора симфония не исполнялась публично и не была опубликована. Лишь спустя 10 лет после смерти Шуберта, в 1838 году, Роберт Шуман нашёл партитуру симфонии среди бумаг брата композитора. Эти данные об «обнаружении» партитуры отражали точку зрения Джорджа Гроува и «ныне не кажутся убедительными», поскольку имеются достоверные данные Отто Дойча о том, что симфония была написана для Общества любителей музыки (Венского музыкального союза). Гроув упустил из виду важное свидетельство из книги Крайсле о том, что рукопись находится «во владении Венского музыкального союза», где и «по сей день хранится в архиве» с 1828 года.
21 марта 1839 года «Большая» до-мажорная симфония, как принято её называть в настоящее время, была впервые исполнена в Лейпциге оркестром Гевандхауза под управлением Феликса Мендельсона.
Шубертовед Ю. Н. Хохлов характеризовал симфонию как «величественное, выдержанное в героико-эпичических тонах сочинение» и цитировал слова В. В. Стасова о гениальности произведения «по вдохновению, по силе, по порыву, по красоте, по выражению „народности“ и „народной массы“ <…>». Хохлов высоко оценил сочинение композитора: «В симфонии воплощены и впечатления от австрийской природы, претворены элементы венгерского и славянского музыкального фольклора. „Неоконченная симфония“ и „Большая“ симфония C-dur оказали значительное влияние на последующее развитие западно-европейского симфонизма, определив его важные линии».

## Форма
Симфония написана в четырёх частях, в обычной для классического цикла последовательности:
1. Andante — Allegro ma non troppo
2. Andante con moto
3. Scherzo. Allegro vivace — Trio
4. Allegro vivace

## Номер симфонии Шуберта
При присвоении порядкового номера данной симфонии композитора наблюдается определённая путаница, поэтому в различных источниках сочинение может обозначаться как 7-я, 8-я, или  9-я симфония до мажор («Большая»), D. 944. Примером разночтений могут служить выпуски одной и той же записи 1942 года под управлением В. Фуртвенглера: на яблоке пластинки 1962 года значилась 7-я симфония до мажор, а в выпуске 1990 года — Симфония № 9 до мажор, D. 944. В советских, российских энциклопедиях о балете симфония чаще обозначается как 7-я, хотя она же фигурирует и как 8-я «Неоконченная».

## В театре
- 1941, 8 октября, Метрополитен-опера — «Лабиринт», сюрреалистический балет на музыку 9-й симфонии в хореографии Леонида Мясина, либретто и сценография Сальвадора Дали
- 1996, 20 января — «Головокружительное упоение точностью», виртуозный неоклассический мини-балет для трёх балерин и двух танцовщиков на музыку финала симфонии в хореографии Уильяма Форсайта. Премьера состоялась в исполнении артистов Франкфуртского балета. В 2004 году балет вошёл в репертуар Мариинского театра (постановщик Ноа Гелбер), возобновлён в 2013 году.